# Pan Yi-cheng
Pan Yi-cheng (im englischen Sprachraum auch Jerry Pan; * 8. November 1998) ist ein taiwanischer Eishockeyspieler, der seit 2019 für die Mannschaft der McKendree University in der American Collegiate Hockey Association spielt.

## Karriere
Pan Yi-cheng begann seine Karriere bei der Mannschaft Typhoon, für die er 2013 in der Chinese Taipei Hockey League debütierte. 2016 wechselte er nach Nordamerika, wo er zunächst für die Okanagan Hockey Academy und die Essa Stallions spielte. Seit 2019 steht er für die Mannschaft der McKendree University in der American Collegiate Hockey Association auf dem Eis.

### International
Im Juniorenbereich spielte Pan bei den U18-Weltmeisterschaften 2014, 2015 und 2016 sowie der U20-Weltmeisterschaft 2017 jeweils in der Division III für Taiwan.
Pan nahm für die taiwanesischen Herren erstmals bei der Weltmeisterschaft 2018 in der Division III. Auch bei den Weltmeisterschaften 2019, 2022 und 2023, als den Taiwanern erstmals der Aufstieg in die Division II gelang, spielte er in der Division III. Bei der Weltmeisterschaft 2024 spielte er in der Division II. Zudem stand er im Aufgebot seines Landes bei den Olympiaqualifikationsturnieren für die Winterspiele in Peking 2022 und in Mailand 2026.

## Erfolge und Auszeichnungen
- 2023 Aufstieg in die Division II, Gruppe B, bei der Weltmeisterschaft der Division III, Gruppe A